# Labruskavin
Labruskavin (Vitis labrusca) är en art i familjen vinväxter som förekommer naturligt i nordcentrala och östra USA. Arten odlas främst i Kanada och nordöstra USA. Druvor av den här arten återfinns även i Sydamerika. Den odlas både som prydnadsväxt och för sina druvor i Sverige.

## Hybrider
Hybriden mellan labruskavin och vin (V. vinifera) har fått namnet alexandervin (V. ×alexanderi), men dessa korsningar räknas vanligen till Labrusca-gruppen.

### Labrusca-gruppen
Labruskavinet kallas ofta för staketdruva eftersom de inte behöver bindas upp om de har ett staket eller något liknande att klättra på. Namnet används även för hybrider med andra arter som räknas till Vitis labrusca-gruppen.

#### Sorter av Labrusca-gruppen
Det finns druvsorter av denna art som trivs i svenska breddgrader, de kan odlas en bit upp i Norrland. Skördetiden är slutet på augusti/september. 
Några exempel på härdiga sorter som härstammar från Lettland är följande.
- 'Eldze' (tål ner till -20°C)
- 'Sukribe' (tål ner till -30°C)
- 'Zilga' (tål ner till -40°C)